# Carnets filmés
 (décembre 2016).

Les Carnets filmés de Gérard Courant sont un journal filmé que le cinéaste a commencé en 1969 et qui se poursuit en 2025.

## Description
Ils sont composés, actuellement, de 509 épisodes. Le premier a été réalisé le 2 mai 1975 à Digne (aujourd'hui, Digne-les-Bains) et s'intitule Philippe Garrel à Digne (Premier voyage). (À signaler que l'épisode Aurore collective débute le 2 août 1969 pour se terminer le 10 décembre 1977). Les Carnets filmés sont de durée variable (entre 15 minutes et 3 heures 30 minutes) et, souvent, en couleur (quelques-uns sont en noir et blanc). Ils sont essentiellement diffusés sur internet, en DVD, dans des cinémathèques, des musées et des festivals de cinéma. La durée totale de ce film, toujours en cours, étalé sur sept décennies, dure 569 heures.

## Synopsis
Les Carnets filmés sont des archives cinématographiques qui regroupent toutes sortes d'éléments épars : essais, notes, croquis, esquisses, repérages, reportages, voire des rushes ou des films inachevés. Gérard Courant les a rassemblés pour créer un ensemble proche de l'esprit d'un journal en littérature ou des cahiers de croquis ou d'esquisses pour un peintre.

## Présentation
Les premiers Carnets filmés sont réalisés en format argentique Super 8. Gérard Courant y adjoint des inter-titres, un peu à la manière du cinéma muet. Ces épisodes recouvrent des périodes allant en général de six mois à un an et durant entre 30 minutes et trois heures. Peu à peu, ils sont transférés sur support numérique et Gérard Courant les sonorise en composant des partitions sonores sur ce nouveau support.
À partir des années 1980, parallèlement à ses Carnets filmés en Super 8, Gérard Courant tourne également des Carnets filmés en vidéo dont les épisodes recouvrent des périodes beaucoup plus courtes. Certains épisodes recouvrant seulement quelques jours, voire un seul jour comme sa tétralogie Alicudi, filmée sur trois journées en 2007.
Des épisodes entiers sont consacrés à des cinéastes : douze avec Philippe Garrel, onze avec Joseph Morder, neuf avec Vincent Nordon, sept avec Werner Schroeter, sept sur Ladislas Starewitch, cinq avec Luc Moullet, cinq avec Teo Hernandez, deux avec Marcel Hanoun, un avec Abel Ferrara, un avec Abbas Kiarostami), à des acteurs (deux avec Benoît Poelvoorde, deux avec Alexandra Stewart, un avec Bulle Ogier, un avec Stéphane Audran, un avec Jean-François Gallotte, un avec Béatrice Romand, avec Zouzou, avec Juliet Berto, sur Bernadette Lafont), à des personnalités du monde cycliste (un avec Janine Anquetil, la femme du célèbre champion Jacques Anquetil, un avec Maurice Izier, un avec l'écrivain spécialiste du vélo Olivier Dazat), à un philosophe (Michel Foucault), à des villes (douze avec Dijon, dix-huit avec Lyon, six avec Olonne-sur-mer, six avec Marseille, cinq avec Valence, cinq avec Nice, cinq avec Séoul (Corée du Sud), quatre avec Pise (Italie), quatre avec Saint-Marcellin dans le Dauphiné, trois avec Lucca (Italie), trois avec Buenos Aires (Argentine), vingt-trois avec Dubaï) et à une île (quatre avec Alicudi au Nord de la Sicile).
Outre la France, l'Argentine, les Émirats arabes unis et l'Italie, les Carnets filmés ont également été tournés en Allemagne, en Belgique, en Autriche, au Canada, en Corée du Sud, aux États-Unis, en Égypte, en Grèce, au Mexique, en Russie, en Suisse, en Turquie et en Ukraine.
En 2007 et 2008, Gérard Courant a filmé une dizaine d'épisodes avec téléphone portable qu'il a rassemblé sous le titre de Décalogie de la nuit. Ces épisodes ont la particularité d'exister en deux versions différentes, le cinéaste œuvrant un peu à la manière de musiciens qui composent des variations d'une même pièce sonore.
Une grande partie des Carnets filmés a été filmée en format 1,35 (cinéma) et 4/3 (vidéo). Une centaine d'épisodes a été tournée en format 16/9 (format TV standard actuel) et un en format scope (2,35).
À part une trentaine d'épisodes en noir et blanc, les Carnets filmés sont en couleur.
Il existe vingt-et-un épisodes entiers réalisés avec un écran divisé (ou split screen) : 18 avec l'image divisée en quatre parties et 3 avec un écran divisé en trois parties.
À l'opposé de sa série Cinématon, dont chaque portrait filmé est réalisé selon les mêmes règles de temps et de cadrage, avec les Carnets filmés, Gérard Courant propose une grande variété de styles : certains épisodes sont muets et d'autres sont constitués d'interviews, certains ont été filmés image par image et d'autres en un seul plan-séquence, certains utilisent des quantités d'effets spéciaux et d'autres sont d'une grande sobriété de style. Il existe des épisodes entiers en image négative et d'autres en surimpression.
Au contraire de certains cinéastes qui pratiquent le journal filmé (comme Alain Cavalier, Joseph Morder ou David Perlov), les Carnets filmés n'utilisent pas de commentaires ou de voix off. Le cinéaste refuse cette béquille littéraire pour pratiquer un cinéma total dont le langage est fait uniquement d'images et de sons.
Gérard Courant a terminé 504 épisodes de ses Carnets filmés : 50 sur support cinéma Super 8, 1 sur support 16 mm, 439 sur support vidéo et 19 avec téléphone portable première génération. En 2025, l'ensemble de ce film en cours de tournage perpétuel dure 584 heures.

## Principales personnalités dans lesCarnets filmés
- Abel et Gordon
- Lucien Aimar
- Julian Alaphilippe
- Fernando Arrabal
- Stéphane Audran
- Jean-Christophe Averty
- Brigitte Bardot
- Raphaël Bassan
- Patrick Besson
- Jacques Bonnaffé
- Carole Bouquet
- Jean-Pierre Bouyxou
- Michel Butor
- Marc Caro
- Lou Castel
- Alain Cavalier
- Ingrid Caven
- Pierre Clémenti
- Tom Cruise
- Jean-Pierre Chevènement
- Antoine de Caunes
- René Courant
- Alain Cuny
- Benoît Delépine
- Alain Delon
- Manu Dibango
- Geneviève Dorman
- Jean Douchet
- Jean Dujardin
- Albert Dupontel
- Abel Ferrara
- Andréa Ferréol
- Laurent Fignon
- Michel Foucault
- Philippe Garrel
- Armand Gatti
- Raphaël Géminiani
- Andy Gillet
- Felice Gimondi
- Noël Godin
- Jean-Pierre Gorin
- Marcel Hanoun
- Sabine Haudepin
- Bernard Hinault
- Alfred Hitchcock
- Werner Herzog
- Michel Hidalgo
- Isabelle Huppert
- Laurent Jalabert
- Jan Janssen
- Nelly Kaplan
- Seán Kelly
- Abbas Kiarostami
- Julia Kristeva
- André S. Labarthe
- Bouli Lanners
- Jack Lang
- Boris Lehman
- John Lennon
- Marceline Loridan-Ivens
- Miguel Martinez
- Gabriel Matzneff
- Jean-Pierre Melville
- Marisa Mell
- Eddy Merckx
- Yolande Moreau
- Joseph Morder
- Luc Moullet
- Mouna
- Bernard Murat
- Dominique Noguez
- Vincent Nordon
- Bulle Ogier
- Yoko Ono
- Sergueï Paradjanov
- Alain Paucard
- Thibaut Pinot
- Benoît Poelvoorde
- Raymond Poulidor
- Daniel Prévost
- Gamil Ratib
- Jackie Raynal
- Marie Rivière
- Stephen Roche
- Béatrice Romand
- Nicolas Sarkozy
- Carlos Sastre
- Volker Schlöndorff
- Christophe Salengro
- Werner Schroeter
- Michael Snow
- Philippe Sollers
- Alexandra Stewart
- Bernard Thévenet
- Gérard Titus-Carmel
- Rosette
- Lucien Van Impe
- Raoul Vaneigem
- Hervé Vilard
- Richard Virenque
- Vladimir Volkoff
- Margarethe von Trotta
- Joop Zoetemelk
- Zouzou.

## Diffusion
Les Carnets filmés sont essentiellement diffusés sur Internet, en DVD, dans des cinémathèques, des musées et des festivals de cinéma.
L'ensemble de ces Carnets filmés fait partie du Fonds Gérard Courant qui est consultable à la Bibliothèque nationale de France (BNF) à Paris. Une grande partie des Carnets filmés sont conservées par la Cinémathèque régionale de Bourgogne Jean Douchet, installée à Dijon et ceux consacrés à la ville de Lyon (une dizaine d'épisodes) le sont aux Archives municipales de Lyon.
La plus grande partie des épisodes sont en ligne (en accès libre et en entier) sur les chaînes Gérard Courant, Lyon par Gérard Courant et Billy Schneider que le cinéaste a créées sur le site de partage vidéo YouTube. Certains sont également en ligne sur Dailymotion. Une trentaine d'épisodes ont été édités commercialement en DVD, principalement par les éditions L'Harmattan.

## Liste des épisodes des Carnets filmés
1975
- Philippe Garrel à Digne (Premier voyage) (2 mai 1975). 1 heure 43 minutes.

1976
- Le Ciné-club universitaire de Dijon (21 janvier 1976). 35 minutes.
- Eugénie de Franval par Louis Skorecki (14 août 1976). 59 minutes.

1977
- Aurore collective (2 août 1969 - 10 décembre 1977). 1 heure 36 minutes.

1978
- Vivre à Naples et mourir (entretien avec Werner Schroeter) (20 mai 1978). 1 heure 25 minutes.
- L'Oeil omnidirectionnel de Michael Snow (13 décembre 1978). 1 heure 22 minutes.
- Le Contrebandier des profondeurs (1er janvier 1978 - 31 décembre 1978). 40 minutes.

1979
- Le Cinéma selon Luc Moullet (29 janvier 1979). 1 heure 1 minute.
- Philippe Garrel à Digne (Second voyage) (28 avril 1979). 56 minutes.
- Mes films commencent au moment où les autres se terminent (Conversation avec Teo Hernandez I) (13 novembre 1979). 1 heure 23 minutes.
- Jardins clandestins (1er janvier 1979 - 31 décembre 1979). 1 heure 23 minutes.

1980
- Un cinéaste qui ne tient pas la caméra est comme un peintre qui ne tient pas le pinceau (Conversation avec Teo Hernandez II) (25 janvier 1980). 1 heure 11 minutes.
- Il faut le sauver ! (entretien avec Werner Schroeter) (8 mars 1980). 59 minutes.

1981
- Discussion Morlock (10 janvier 1981). 25 minutes.
- Khrónos 1981 (7 mai 1981 - 10 mai 1981). 1 heure 38 minutes.
- Michel Foucault Werner Schroeter, la conversation (3 décembre 1981). 1 heure 30 minutes.
- Plus mon Loir gaulois que le Tibre latin (19 décembre 1981 - 20 décembre 1981). 2 heures 03 minutes.
- Chemins intermédiaires (1er janvier 1980 - 31 décembre 1981). 1 heure 28 minutes.

1982
- Le Blanc cassé (10 janvier 1982). 1 heure 23 minutes.
- Passions (entretien avec Philippe Garrel I) (6 juin 1982). 1 heure 32 minutes.
- Attention poésie (entretien avec Philippe Garrel II) (8 juin 1982). 1 heure 30 minutes.
- L'Art, c'est se perdre dans les châteaux du rêve (entretien avec Philippe Garrel III) (13 juin 1982). 2 heures 8 minutes.
- L'œuvre d'art est utile car elle consolide notre liberté (entretien avec Philippe Garrel IV) (19 juin 1982). 2 heures 31 minutes.
- Jean Seberg, Philippe Garrel et Les Hautes Solitudes (2 mai 1975 – 18 juin 1982). 34 minutes.
- Bulle Ogier sur Radio Ark en Ciel (29 juin 1982). 1 heure 2 minutes.
- Joseph Morder sur Radio Ark en Ciel (6 juillet 1982). 53 minutes.
- Téo Hernandez sur Radio Ark en Ciel (20 juillet 1982). 59 minutes.
- Montagnes endormies (1er janvier 1982 - 31 décembre 1982). 1 heure 35 minutes.

1983
- Il Gergo Inquieto (10 février 1983 - 13 février 1983). 1 heure 32 minutes.
- Printemps météore (1er janvier 1983 - 18 mai 1983). 1 heure 25 minutes.
- Le Naufragé et le prisonnier (24 mai 1983 - 26 juin 1983). 1 heure 20 minutes.
- Le Voyageur sans ombre (29 juin 1983 - 6 août 1983). 1 heure 13 minutes.
- Esquisses helléniques pour À propos de la Grèce (10 août 1983 - 25 août 1983). 1 heure 28 minutes.
- Études préparatoires pour À propos de la Grèce (28 août 1983 - 14 septembre 1983). 1 heure 14 minutes.
- Crépuscules crétois (26 août 1983 - 27 août 1983). 44 minutes.
- Arcipelago (31 août 1983). 43 minutes.
- Sifnos (1er septembre 1983 - 4 septembre 1983). 1 heure 05 minutes.
- Santorin (10 septembre 1983 - 12 septembre 1983). 1 heure 48 minutes.
- L'Arbre de la vie (15 septembre 1983 - 30 novembre 1983). 1 heure 15 minutes.
- Le Monde impatient (1er décembre 1983 - 31 décembre 1983). 1 heure.

1984
- Les Vivants et les morts (1er janvier 1984 - 31 mars 1984). 1 heure 30 minutes.
- La Valse de Vienne (14 mars 1984 - 16 mars 1984). 50 minutes.
- Die Reise nach Wien (13 mars 1984 - 18 mars 1984). 1 heure 14 minutes.
- Wien – Paris (16 mars 1984 - 27 mars 1984). 1 heure 11 minutes.
- La Marche du temps (1er avril 1984 - 31 décembre 1984). 1 heure 15 minutes.

1985
- Nuits transparentes (1er janvier 1985 - 31 décembre 1985). 1 heure 28 minutes.

1986
- Un jour l’hiver finira (17 mars 1986 – 24 mars 1986). 1 heure 2 minutes.
- Les Jours et les nuits (1er janvier 1986 - 31 décembre 1986). 1 heure 15 minutes.

1987
- Le Passeur immobile (1er janvier 1987 - 31 décembre 1987). 1 heure 20 minutes.

1988
- L'Artifice et le factice (1er janvier 1988 - 31 décembre 1988). 2 heures.
- Et si on jouait ? (20 octobre 1988 - 25 octobre 1988). 37 minutes.

1989
- Double jeu (1er janvier 1989 - 31 décembre 1989). 1 heure 8 minutes.

1990
- Histoires ordinaires (1er janvier 1990 - 31 décembre 1990). 1 heure 28 minutes.

1991
- Le Nouvel hiver (1er janvier 1991 - 31 décembre 1991). 49 minutes.

1992
- Régis Audigier, le Christ de Burzet (12 avril 1992 – 17 avril 1992). 1 heure 6 minutes.
- Burzet (14 avril 1992 – 17 avril 1992). 52 minutes.
- Solange et Jean Mounier, Véronique et le centurion de Burzet (14 avril 1992). 32 minutes.
- Gaston Hilaire, l’ancien centurion de Burzet (15 avril 1992 – 17 avril 1992). 36 minutes.
- Bernard de Chanaleilles, le Simon de Cyrène de Burzet (16 avril 1992). 36 minutes.
- La Terre des vivants (1er janvier 1992 - 30 juin 1992). 1 heure 7 minutes.
- Travelling (1er juillet 1992 - 31 décembre 1992). 1 heure 3 minutes.

1993
- Vie (1er janvier 1993 - 31 décembre 1993). 1 heure 5 minutes.

1994
- Le Passager solitaire (1er janvier 1994 - 31 décembre 1994). 1 heure 40 minutes.

1995
- Le Passé retrouvé (1er janvier 1995 - 20 mai 1995). 1 heure 47 minutes.
- Du Marché de la Poésie à Radio Aligre (25 juin 1995 - 29 juin 1995). 51 minutes.
- Itinéraires héréditaires (21 mai 1995 - 8 novembre 1995). 1 heure 36 minutes.

1996
- Velo Love (1er juillet 1996 - 3 juillet 1996). 1 heure 32 minutes.
- Coude à coude (5 juillet 1996 - 6 juillet 1996). 2 heures 3 minutes.
- Olivier Dazat ou l'amour du vélo (10 juillet 1996, 1re partie). 50 minutes.
- Janine Anquetil la dame blonde (10 juillet 1996, 2e partie). 1 heure 18 minutes.
- Une cérémonie secrète (22 septembre 1996). 49 minutes.
- Le Ciel écarlate (8 novembre 1995 - 22 septembre 1996) 1 heure 31 minutes.

1997
- Voyage au centre du monde (16 mars 1997 - 16 avril 1997). 1 heure 10 minutes.
- Joseph Morder filme le défilé du Premier mai (1er mai 1997). 47 minutes.
- Mongibello (29 octobre 1996 – 14 novembre 1997). 58 minutes.

1998
- Toronto 1998 (28 avril 1998). 1 heure 2 minutes.
- Le Nouveau désert (1er janvier 1998 - 31 décembre 1998). 1 heure 25 minutes.

1999
- Le Chemin de Resson : Joseph Morder rend visite à Marcel Hanoun (7 mai 1999). 44 minutes.
- Derrière la nuit (1er janvier 1999 - 31 décembre 1999). 1 heure 22 minutes.

2000
- Antonietta Pizzorno chante Luc Moullet (19 août 2000). 48 minutes.
- Marie-Christine Questerbert raconte Luc Moullet (13 et 20 août 2000). 36 minutes.
- Iliana Lolich fait l’éloge de Luc Moullet (Carnet filmé : 17 et 20 août 2000). 19 minutes.
- Tout est brisé (1er janvier 2000 - 31 décembre 2000). 1 heure 20 minutes.

2001
- Vincent Nordon raconte Straub, Huillet, Pialat et Cinématon (18 janvier 2001). 59 minutes.
- Place Saint Michel (15 janvier 2001 - 28 janvier 2001). 1 heure 20 minutes.
- Florence Loiret Caille, Cinématon no 2013 (17 janvier 2001). 30 minutes.
- Lucia Sanchez, Cinématon no 2014 (24 janvier 2001). 24 minutes
- Le Pharaon à Lyon (Carnet filmé : 4 février 2001 – 21 juin 2001). 51 minutes.
- Route d'argent (24 juin 2001 - 8 juillet 2001). 1 heure 20 minutes.
- Quand reverrai-je mon petit village ? (Carnet filmé : 21 octobre 2001 – 27 décembre 2001). 42 minutes.

2002
- Périssable paradis II (notes pour un monde nouveau) (2 septembre 2002 - 4 septembre 2002). 1 heure 21 minutes.
- La Cipale d'Arnaud Dazat (4 septembre 2002). 31 minutes.
- Zones césariennes (1er janvier 2002 - 31 décembre 2002) 56 minutes.

2003
- Autour de 24 Passions (18 avril 2003). 32 minutes.
- Une semaine sainte (15 avril - 18 avril 2003). 1 heure 1 minute.
- Car seuls les nouveaux Dieux ont mordu la pomme de l'amour (1er janvier 2003 - 31 décembre 2003). 1 heure 1 minute.

2004
- Marsiho (Journal du FID 2004) (3 juillet 2004 - 5 juillet 2004). 2 heures 3 minutes.
- Les Saisons et les jours (24 novembre 2003 - 7 juillet 2004). 1 heure 8 minutes.
- Causerie d'un Martien en exil à Lyon (26 juillet 2004). 52 minutes.
- Lisa et Rose-Anaël (29 juillet 2004 - 30 juillet 2004). 30 minutes.
- Un été amoureux (8 août 2004 - 17 septembre 2004). 1 heure 1 minute.
- Exposicion (Journal du Mexique) (23 octobre 2004 - 11 novembre 2004). 2 heures 4 minutes.
- Décrochage radio (4 décembre 2004 - 7 décembre 2004). 1 heure 8 minutes.
- Le Roi Artur et son Pop-club (8 décembre 2004). 1 heure 2 minutes.
- Le Festival des Cinémas différents offre une carte noire à Dominique Noguez (10 décembre 2004). 49 minutes.
- Délices lointains (1er janvier 2004 - 31 décembre 2004). 2 heures 5 minutes.

2005
- Les Cinématons au cinéma Caméo de Metz (11 janvier 2005). 52 minutes.
- À propos de Guy Gilles et Zanzibar sur Radio Campus (23 janvier 2005). 1 heure 1 minute.
- Yvette Courant (28 janvier 2005). 1 heure 48 minutes.
- Zouzou à Saint-Denis (5 février 2005). 44 minutes.
- Événement (26 février 2005). 49 minutes.
- Une rencontre avec les élèves de première du lycée Guist’hau de Nantes (Année 2004-2005) (9 mars 2005). 1 heure 13 minutes.
- Une rencontre avec les étudiants de Ciné-Sup 1 du lycée Guist’hau de Nantes (année 2004-2005) (10 mars 2005). 1 heure 36 minutes.
- Bavardages (9 mars 2005 - 11 mars 2005). 1 heure 8 minutes.
- Marselha (Journal du FID 2005) (2 juillet 2005 - 6 juillet 2005). 1 heure 21 minutes.
- Les Chutes de Saint-Marcellin (30 juillet 2004 – 25 août 2005). 1 heure 2 minutes.
- Destination Fourvière (5 octobre 2005). 1 heure 28 minutes.
- Lugdunum (Journal du festival Doc en Courts 2005) (6 octobre 2005 - 8 octobre 2005). 1 heure 38 minutes.
- Les Restes d’un monde nouveau (11 novembre 2005 – 22 novembre 2005). 2 heure 1 minute.
- Passions immortelles (23 avril 2005 - 26 novembre 2005). 1 heure 37 minutes.
- Cinématons en campagne (9 décembre 2005 – 10 décembre 2005). 1 heure 3 minutes.

2006
- Un atelier cinéma avec les étudiants de Ciné Sup 1 du lycée Gabriel-Guist'hau de Nantes (année 2005/2006) (6 janvier 2006). 1 heure 37 minutes.
- Interviews (31 janvier 2006 - 15 mars 2006). 1 heure 15 minutes.
- Un débat À travers l'univers (30 mars 2006). 1 heure 32 minutes.
- Benjamin Chanut, coureur cycliste indépendant dans les années 1950 (3 juin 2006). 1 heure 4 minutes.
- Maurice Izier, coureur cycliste professionnel dans les années 1960 (3 juin 2006). 1 heure.
- Toussaint en juin (12 juin 2006 – 19 juin 2006). 1 heure 3 minutes.
- Là-bas (1er janvier 2005 - 26 août 2006). 1 heure 10 minutes.
- L'Ascension de Notre-Dame de la Garde et la descente vers le Vieux-Port de Marseille (23 septembre 2006). 1 heure 2 minutes.
- Teo Hernandez à Paris (20 octobre 2006). 55 minutes.
- Notes Lyonnaises I (2002-2006) (29 novembre 2002 – 2 novembre 2006). 2 heures 12 minutes.
- Crime contre le cinéma (25 septembre 2006 – 2 décembre 2006). 1 heure 40 minutes.

2007
- Vagues barbares (25 décembre 2006 - 21 janvier 2007). 51 minutes.
- Jean-François Gallotte fait son cirque sur Zaléa TV (26 janvier 2007). 1 heure 2 minutes.
- Voyage dans les îles du Frioul (23 février 2007). 42 minutes.
- Alicudi 1 Bella (24 avril 2007). 1 heure 19 minutes.
- Alicudi 1 Bella II (Carnet filmé : 24 avril 2007). 1 heure 19 minutes.
- Alicudi 2 Selvaggia (25 avril 2007). 1 heure 8 minutes.
- Alicudi 2 Selvaggia II (Carnet filmé : 25 avril 2007). 1 heure 7 minutes.
- Alicudi 3 Lontana (26 avril 2007). 1 heure 19 minutes.
- Alicudi 3 Lontana II (26 avril 2007). 1 heure 19 minutes.
- Cendre et lumière (24 avril – 26 avril 2007). 1 heure 07 minutes.
- Rituels (6 avril 2007 - 25 octobre 2007). 1 heure 54 minutes.
- Dans la gloire intime des nuages enflammés (26 novembre 2007 et 7 décembre 2007) 1 heure 15 minutes.
- Dans la gloire intime des nuages enflammés II (26 novembre 2007 et 7 décembre 2007) 1 heure 15 minutes.
- Banlieue Ouest (24 novembre 2007 et 9 décembre 2007) 42 minutes.
- Banlieue Ouest II (24 novembre 2007 et 9 décembre 2007) 42 minutes.
- Banlieue Est (12 décembre 2007 - 14 décembre 2007) 1 heure 11 minutes.
- Banlieue Est II (12 décembre 2007 - 14 décembre 2007) 1 heure 11 minutes.
- Massalia (20 décembre 2007) 27 minutes.
- Massalia II (20 décembre 2007) 27 minutes.
- Burgundia (23 décembre 2007 - 28 décembre 2008) 1 heure 2 minutes.
- Burgundia II (23 décembre 2007 - 28 décembre 2008) 1 heure 2 minutes.

2008
- Le Temps et les rêves (9 janvier 2008 - 14 janvier 2004) 1 heure 11 minutes.
- Le Temps et les rêves II (9 janvier 2008 - 14 janvier 2004) 1 heure 11 minutes.
- Dresde de sang et de feu (24 janvier 2008 - 27 janvier 2008) 1 heure 2 minutes.
- Dresde de sang et de feu II (24 janvier 2008 - 27 janvier 2008) 1 heure 2 minutes.
- Louanges téméraires des heures divines (3 février 2008 et 6 février 2008) 1 heure 10 minutes.
- Louanges téméraires des heures divines II (3 février 2008 et 6 février 2008) 1 heure 10 minutes.
- La Ville des fantômes (15 et 16 décembre 2007, 6 et 19 janvier 2008, 10 février 2008) 2 heures 2 minutes.
- La Ville des fantômes II (15 et 16 décembre 2007, 6 et 19 janvier 2008, 10 février 2008) 2 heures 2 minutes.
- Rétrocompression (24 novembre 2007 - 10 février 2008) 45 minutes.
- Jean Cocteau, Derek Jarman, Dresde de sang et de feu sur Radio Libertaire (2 avril 2008). 33 minutes.
- Coffret JM (25 juin 2008). 11 minutes.
- Fêtes blanches (21 mars 2008 - 20 septembre 2008). 1 heure 34 minutes.
- Saint-Marcellin vu par Gérard Courant (24 décembre 1983 - 21 septembre 2008). 1 heure 56 minutes.
- Promenade dans les lieux de mon enfance dijonnaise (2 novembre 2008). 1 heure 8 minutes.
- Le Tour du lac Kir (3 novembre 2008). 48 minutes.
- Enregistrement (27 novembre 2008). 1 heure 10 minutes.
- Un soir à Gennevilliers (13 décembre 2008). 19 minutes.
- Illuminations (26 décembre 2008). 1 heure 3 minutes.

2009
- Flammes marines (5 janvier 2009 - 10 janvier 2009). 44 minutes.
- Tout était clair (2 avril 2009 - 25 mai 2009). 2 heures 8 minutes.
- L'Anniversaire de Bambou (8 mai 2009). 1 heure 37 minutes.
- Direction Sud-Est (8 août 2009 - 13 août 2009). 1 heure 28 minutes.
- Retour à l'Eldorado (22 octobre 2009 - 23 octobre 2009). 28 minutes.
- Week-end à Cabrières d'Avignon (28 novembre 2009 - 29 novembre 2009). 1 heure 55 minutes.
- Werner et Nenad (6 et 7 décembre 2009). 1 heure 16 minutes.
- Neiges (17 décembre 2009 - 20 décembre 2009). 1 heure 1 minute.
- Tempête de neige sur Dijon (20 décembre 2009). 1 heure 2 minutes.

2010
- Danse de glace (9 janvier 2010 - 12 janvier 2010). 1 heure 21 minutes.
- Écumes assassines (13 janvier 2010 - 17 janvier 2010). 1 heure 43 minutes.
- Mes territoires (19 mars 2010 - 3 avril 2010). 1 heure 24 minutes.
- In Memoriam Daniel Schmid Werner Schroeter (6 juin 2010 - 10 juin 2010). 1 heure 12 minutes.
- Carnet de printemps Carnet d'été (1er mai 2010 - 15 août 2010). 2 heures 5 minutes.
- Abel Ferrara à Lucca (7 octobre 2010 - 10 octobre 2010). 1 heure 15 minutes.
- La Passeggiata delle mura di Lucca (9 octobre 2010). 55 minutes.
- La Passeggiata delle mura di Lucca II (9 octobre 2010). 55 minutes.
- Notes Lyonnaises II (2007-2010) (4 avril 2007 – 20 octobre 2010). 1 heure 1 minute.
- Vincent Nordon vous salue bien (29 octobre 2010 - 2 novembre 2010). 1 heure 39 minutes.
- Carnet de Nice (19 novembre 2010 - 22 novembre 2010). 1 heure 21 minutes.
- Joseph Morder à Madrid, la neige à Montreuil (30 novembre 2010 - 8 décembre 2010). 1 heure 1 minute.
- Ombres intérieures (10 décembre 2010 - 13 décembre 2010). 1 heure 39 minutes.
- Petite intrusion dans l'univers incandescent de Werner Schroeter (Carnet filmé : 15 décembre 2010 - 18 décembre 2010). 1 heure 9 minutes.
- Vincent Nordon, Roland Barthes et Ça/Cinéma (23 décembre 2010). 1 heure 3 minutes.
- Petit matin de Noël neigeux dans Dijon désert (25 décembre 2010). 1 heure 2 minutes.

2011
- Gérard Courant analyse Le Filmeur d'Alain Cavalier (11 janvier 2011). 53 minutes.
- Veni, Vidi, Vici (24 décembre 2010 - 12 janvier 2011). 48 minutes.
- Luc Moullet (Éric Pauwels et Jeon Soo-Il) à Manosque I (1er février 2011 - 2 février 2011). 1 heure 35 minutes.
- Luc Moullet à Manosque II (3 février 2011). 1 heure 15 minutes.
- Luc Moullet (et Patricio Guzmán) à Manosque III (4 février 2011). 1 heure 30 minutes.
- Rassemblement pour célébrer le premier tiers de siècle d'existence des Cinématon (7 février 2011). 1 heure.
- Jean Douchet analyse Deux de Werner Schroeter à la Cinémathèque française (10 février 2011). 40 minutes.
- Vincent Nordon, Marguerite Duras, Kenji Mizoguchi et le Japon (27 février 2011 - 28 février 2011). 1 heure 42 minutes.
- Carnet de Dubaï Printemps I (14 avril 2011 - 16 avril 2011). 1 heure 29 minutes.
- Carnet de Dubaï Printemps II (17 avril 2011 - 18 avril 2011). 1 heure 18 minutes.
- Carnet de Dubaï Printemps III (19 avril 2011 - 20 avril 2011). 1 heure 3 minutes.
- Riposte (14 mai 2011 - 21 mai 2011). 1 heure 17 minutes.
- Jean-Noël Mirande filme Cinématon (Carnet filmé : 21 juin 2011 – 22 juin 2011). 1 heure 20 minutes.
- Les Deux Lyon (15 août 2011). 1 heure 4 minutes.
- La Boucle (30 octobre 2011). 1 heure 2 minutes.
- Notes Lyonnaises III (2011) (5 juin 2011 – 3 novembre 2011). 1 heure 22 minutes.
- Fin d'été début d'automne (20 septembre 2011 - 5 novembre 2011). 1 heure 35 minutes.
- Jean Douchet analyse Vivre sa vie de Jean-Luc Godard au cinéma Devosge de Dijon (15 novembre 2011). 51 minutes.
- Cœur d'automne en Bourgogne (14 novembre 2011 - 25 novembre 2011). 1 heure 48 minutes.
- Carnet de Dubaï Hiver I : Nuits (7 décembre 2011). 1 heure 10 minutes.
- Carnet de Dubaï Hiver II : Errances aquatiques (8 décembre 2011). 1 heure 7 minutes.
- Carnet de Dubaï : Hiver III : Les chemins de Jumeirah (9 décembre 2011). 1 heure 26 minutes.
- Carnet de Dubaï Hiver IV : L’eau et le haut (10 décembre 2011 – 11 décembre 2011). 1 heure 34 minutes.
- Carnet de Dubaï Hiver V : Trajectoires (12 décembre 2011 – 13 décembre 2011). 1 heure 30 minutes.
- Carnet de Dubaï Hiver VI : Lumière et reflets (14 décembre 2011). 1 heure 11 minutes.
- Carnet de Dubaï Hiver VII : Traversées (15 décembre 2011 – 16 décembre 2011). 1 heure 37 minutes.
- Asha Bhosle et Dubaï (7 décembre 2011 - 16 décembre 2011). 2 heures 2 minutes.

2012
- Revolution (18 décembre 2011 - 5 février 2012). 1 heure 33 minutes.
- La Flamme (20 février 2012 - 16 mars 2012). 1 heure 10 minutes.
- Master Class (7 et 14 mars 2012). 2 heures 17 minutes.
- Dubaï for ever (10 avril 2012 - 11 avril 2012). 1 heure 41 minutes.
- Autopsie d'une interview à Dubaï (12 avril 2012 - 13 avril 2012). 1 heure 6 minutes.
- Des Cinématon dans le désert (13 avril 2012 - 14 avril 2012). 1 heure 21 minutes.
- Salah Sermini explique et analyse les Cinématon à Dubaï (15 avril 2012). 1 heure 6 minutes.
- Salah Sermini, Cinématon et Dubaï (11 avril 2012 – 15 avril 2012) 1 heure 44 minutes.
- Abbas Kiarostami à Dubaï (16 avril 2012). 1 heure 8 minutes.
- La Cérémonie de clôture du Gulf Film Festival de Dubaï (16 avril 2012). 44 minutes.
- 5 Jours à Buenos Aires : premier et deuxième jour (19 avril 2012 - 20 avril 2012). 1 heure 41 minutes.
- 5 Jours à Buenos Aires : troisième jour (21 avril 2012). 1 heure 48 minutes.
- 5 Jours à Buenos Aires : quatrième et cinquième jour (22 avril 2012 - 23 avril 2012). 1 heure 21 minutes.
- Les funérailles de Marcel Hanoun au Père-Lachaise à Paris (3 octobre 2012). 29 minutes.
- Le Cœur d’une année (27 avril 2012 – 9 octobre 2012). 1 heure 54 minutes.
- Conversation avec Nanako Tsukidate (10 octobre 2012). 1 heure 53 minutes.
- Toussaint en Bourgogne (28 octobre 2012 – 1er novembre 2012). 1 heure.
- Le Marcheur de Pise (29 novembre 2012). 1 heure 2 minutes.
- Le Tour de Pise (28 novembre 2012 – 29 novembre 2012). 59 minutes.
- Pascal Pistone met en musique 20 Cinématon au cinéma Lanteri de Pise (30 novembre 2012). 1 heure 25 minutes.
- Escapade en Toscane (30 novembre 2012 – 2 décembre 2012). 1 heure 34 minutes.
- Retour à Dubaï (7 décembre 2012 – 9 décembre 2012). 1 heure 30 minutes.
- La Cérémonie d’ouverture du Dubai International Film Festival (9 décembre 2012). 1 heure 35 minutes.
- Vive Dubaï (10 décembre 2012 – 13 décembre 2012). 1 heure 34 minutes.
- Mission à Dubaï (14 décembre 2012 – 16 décembre 2012). 1 heure 15 minutes.
- La Cérémonie de clôture du Dubai International Film Festival (16 décembre 2012). 1 heure 41 minutes.
- La Traversée de Dubaï (17 décembre 2012). 1 heure 13 minutes.
- Une nuit à Dubaï (17 décembre 2012 – 18 décembre 2012). 1 heure.
- Straub Godard : Nordon se rebiffe (26 décembre 2012). 1 heure 39 minutes.

2013
- Qui donc t’a frappé ? (Carnet filmé : 29 mars 2013). 50 minutes.
- Dernière vague (24 décembre 2012 – 31 mars 2013). 1 heure 43 minutes.
- Ecce Terra (11 avril 2013 – 14 avril 2013). 1 heure 30 minutes.
- Joseph Morder tourne La Duchesse de Varsovie (10 juin 2013). 1 heure 25 minutes.
- Marches bourguignonnes : Semur-en-Auxois, Dijon, Avallon (21 juin 2013 - 23 juin 2013). 1 heure 31 minutes.
- Promenade dans les lieux de mes vacances enfantines bourcaines (26 juillet 2013). 45 minutes.
- Promenade dans les lieux de mes vacances enfantines valentinoises (26 juillet 2013). 1 heure 4 minutes.
- Notes Lyonnaises IV (2012-2013) (26 juin 2012 – 15 août 2013). 2 heures 9 minutes.
- Seulement Lyon (15 août 2013). 1 heure 4 minutes.
- Visite officielle avec parade du Président Grolandais Salengro à Toulouse (21 septembre 2013). 1 heure 16 minutes.
- Vive Groland (Journal du Fifigrot 2013) (17 septembre 2013 – 22 septembre 2013). 1 heure 43 minutes.
- La Cérémonie de clôture du Fifigrot 2013 (22 septembre 2013). 1 heure 33 minutes.
- Une plage, un concours, une cérémonie et Zoé Chantre (27 septembre 2013 – 28 septembre 2013). 1 heure 17 minutes.
- Vincent Dieutre et Sacha Guitry à Olonne-sur-mer (28 septembre 2013). 1 heure 15 minutes.
- La Chute de Vincent Nordon (5 novembre 2013). 1 heure 25 minutes.
- Poussières d'été Poussières d'automne (24 juillet 2013 - 10 novembre 2013). 1 heure 5 minutes.
- In Memoriam Bernadette Lafont (6 décembre 2013). 1 heure.

2014
- Retour à Nice (17 janvier 2014 – 18 janvier 2014). 1 heure 35 minutes.
- Le Journal de Joseph M à Nice (18 janvier 2014). 45 minutes.
- L’Arbre mort de Joseph Morder à Nice (18 janvier 2014). 1 heure 8 minutes.
- Sous le ciel de Nice (19 janvier 2014 – 20 janvier 2014). 1 heure 14 minutes.
- Hivers (21 décembre 2013 - 23 février 2014). 1 heure 41 minutes.
- Vincent Nordon, les intellectuels et le cinéma (1er mars 2014). 1 heure 19 minutes.
- Dans la fraîcheur des brumes orgueilleuses (26 février 2014 - 2 avril 2014). 1 heure 9 minutes.
- Maîtres et mystères (2 avril 2014). 1 heure 14 minutes.
- N'aurai-je aucun salut de toi ? (18 avril 2014). 48 minutes.
- Pâques en Rhône-Alpes (17 avril 2014 - 21 avril 2014). 1 heure 55 minutes.
- Les Chutes de Semur-en-Auxois (31 mai 2006 - 20 juin 2014). 1 heure 4 minutes.
- Les Fantômes de Vincent Nordon (21 juin 2014). 2 heures 2 minutes.
- Andy Warhol, Gregory Markopoulos et Cinématon au Jeu de Paume (1er juillet 2014). 47 minutes.
- Raphaël Bassan présente son livre « Cinéma expérimental Abécédaire pour une contre-culture » (2 juillet 2014). 50 minutes.
- Rencontre avec Joseph Morder à la boutique Potemkine pour la ressortie en DVD de El cantor (3 juillet 2014). 30 minutes.
- On dirait qu’il va faire beau (1er juin 2014 – 30 août 2014). 1 heure 43 minutes.
- L’Annexion de l’Occitanie par Groland (Journal du Fifigrot 2014) (18 septembre 2014 – 21 septembre 2014). 1 heure 54 minutes
- Fanchon Daemers chante la révolte et l’insoumission au FIFIGROT 2014 (18 septembre 2014). 1 heure 44 minutes.
- La Parade du Président Salengro à Toulouse pour célébrer l’annexion de l’Occitanie par Groland (19 septembre 2014). 1 heure 17 minutes).
- Polar à Groland (20 septembre 2014). 1 heure 1 minute.
- La Conférence de presse et la cérémonie de clôture du FIFIGROT 2014 (19 septembre 2014 – 21 septembre 2014). 1 heure 12 minutes.
- Octobre 2014 à Paris (5 octobre 2014 - 26 octobre 2014). 1 heure 53 minutes.
- Les Cinématon à Milan (31 octobre 2014). 1 heure 23 minutes.
- Le Voyage à Milan (30 octobre 2014 - 1er novembre 2014). 1 heure 1 minute.
- Au service de Jean-Christophe Averty mode Jarry (22 novembre 2014). 1 heure 7 minutes.
- Au service de Jean-Christophe Averty mode Shakespeare (22 novembre 2014). 1 heure 7 minutes.
- L’Automne en fuite (10 novembre 2014 – 31 décembre 2014). 1 heure 10 minutes.
- Vincent Nordon de Selongey (26 décembre 2014). 29 minutes.

2015
- Le Cinéma Le Trianon de Verneuil-sur-Avre célèbre Juliet Berto (8 mars 2015). 49 minutes.
- Mais d'où viens-tu donc ? (3 avril 2015). 1 heure 7 minutes.
- Valence-Burzet-Valence (2 avril 2015 - 4 avril 2015). 40 minutes.
- La Cinémathèque de Bourgogne présente Ladislas Starewitch (22 avril 2015). 1 heure 9 minutes.
- La Cinémathèque de Bourgogne montre Ladislas Starewitch au cinéma Eldorado de Dijon (23 avril 2015). 55 minutes.
- Hervé Aubron analyse Ladislas Starewitch (23 avril 2015). 1 heure 14 minutes.
- La conservation et la restauration des films de Ladislas Starewitch (24 avril 2015). 1 heure 30 minutes.
- Jean Douchet et Hervé Aubron dialoguent sur Ladislas Starewitch (24 avril 2015). 1 heure 22 minutes.
- Jacques Cambra met en musique Ladislas Starewitch (24 avril 2015). 1 heure 31 minutes.
- Jean Douchet analyse Vampyr de Carl Theodor Dreyer au cinéma Eldorado de Dijon (24 avril 2015). 42 minutes.
- La Famille Starewitch en Bourgogne (22 avril 2015 – 25 avril 2015). 1 heure 11 minutes.
- L'Inventaire filmé des rues du 7e arrondissement de Lyon à la Maison Internationale des Langues et des Cultures de Lyon (7 mai 2015). 1 heure 24 minutes.
- Printemps capricieux (7 mai 2015 - 9 juin 2015). 1 heure 32 minutes.
- L'Homme atlantique de Marguerite Duras à Pantin (13 juin 2015). 44 minutes.
- L'Inventaire filmé des rues du 2e arrondissement de Lyon aux Archives Municipales de Lyon (30 juin 2015). 55 minutes.
- Canicule à Lyon (30 juin 2015 - 1er juillet 2015). 1 heure 13 minutes.
- Été studieux (18 juillet 2015 - 8 septembre 2015). 1 heure 31 minutes.
- Jean-Henri Meunier, Jean-Marc Rouillan et Noël Godin mettent le feu au Fifigrot 2015 (17 septembre 2015). 21 minutes.
- Benoît Poelvoorde à la conférence de presse du Fifigrot 2015 (18 septembre 2015). 46 minutes.
- Le Bain de foule du Président Grolandais Salengro à Toulouse pour la distribution des eugros au peuple Groccitan (19 septembre 2015). 1 heure 38 minutes.
- Benoît Poelvoorde à la cérémonie de clôture du Fifigrot 2015 (20 septembre 2015). 36 minutes.
- Voyage en Groccitanie (Journal du Fifigrot 2015) (17 septembre 2015 - 20 septembre 2015). 1 heure 54 minutes.
- Non omnis moriar (5 octobre 2015 – 7 décembre 2015). 54 minutes.
- Philippe Garrel à Séoul (Première Master Class) (19 décembre 2015) 2 heures 34 minutes.
- L'Exposition Philippe Garrel au MMCA de Séoul (19 décembre 2015 - 22 décembre 2015). 27 minutes.
- Philippe Garrel vu par Jackie Raynal, Philippe Azoury et moi (22 décembre 2015). 1 heure 14 minutes.
- Philippe Garrel à Séoul (Seconde Master Class) (23 décembre 2015) 3 heures 30 minutes.
- Voyage à Séoul à l’occasion d’une rétrospective des films de Philippe Garrel (18 décembre 2015 – 24 décembre 2015) 1 heure 58 minutes.

2016
- Jean Douchet et Philippe Garrel, la rencontre de Dijon (7 mars 2016). 1 heure 6 minutes.
- Ex tenebris lux (19 mars 2016 - 20 mars 2016). 49 minutes.
- Qui lui dit sa route ? (25 mars 2016). 1 heure 5 minutes.
- L’Avenir appartient à ceux qui se soulèvent tôt (2 mars 2016 – 14 août 2016). 1 heure 33 minutes.
- Le Cœur de Lyon (15 août 2016). 1 heure 3 minutes.
- L'Air de Lyon (15 août 2016). 1 heure.
- Lyon au mois d'août (17 août 2016). 1 heure 33 minutes.
- Censure et cinéma (23 septembre 2016). 1 heure 50 minutes.
- Visite officielle avec parade des candidats présidentiels Nano Sarko et François Groland au Fifigrot 2016 (24 septembre 2016). 1 heure 20 minutes.
- Le Grand absent (Journal du Fifigrot 2016) (22 septembre 2016 – 25 septembre 2016). 2 heures 20 minutes.
- La Cérémonie de clôture du Fifigrot 2016 (25 septembre 2016). 30 minutes.
- Le Cyclo-cross international de Dijon 2016 (1er novembre 2016). 42 minutes.
- Jean Epstein et Rossella Mezzina à Olonne-sur-Mer (18 novembre 2016). 58 minutes.
- Anita Conti et Pierre Brunet à Olonne-sur-Mer (19 novembre 2016). 53 minutes.
- Iyad Alasttal à Olonne-sur-Mer (20 novembre 2016 – 21 novembre 2016). 1 heure 29 minutes.
- Laurent Pontoizeau met en musique « La Croisière du Navigator » de Buster Keaton (20 novembre 2016). 1 heure 12 minutes.
- Voix off et cinéma (20 novembre 2016). 1 heure 18 minutes.

2017
- Les Six Dijon (16 février 2017). 1 heure 21 minutes.
- Saint-Marcellin vu par Gérard Courant II (2 avril 2009 - 13 avril 2017). 2 heures 25 minutes.
- Parle, qu'as-tu vu ? (14 avril 2017). 1 heure 31 minutes.
- Print-Temps (24 mars 2017 - 17 avril 2017). 1 heure 30 minutes.
- Lisboa (18 juin 2017 - 24 juin 2017). 2 heures 1 minute.
- Cinématon à la Cinemateca Portuguesa de Lisbonne (19 juin 2017). 42 minutes.
- Les Aventures d’Eddie Turley à la Cinemateca Portuguesa de Lisbonne (20 juin 2017). 33 minutes.
- 24 Passions à la Cinemateca Portuguesa de Lisbonne (21 juin 2017). 16 minutes.
- À travers l’univers à la Cinemateca Portuguesa de Lisbonne (22 juin 2017). 12 minutes.
- BB + Marilyn = Godard + Preminger à la Cinemateca Portuguesa de Lisbonne (23 juin 2017). 35 minutes.
- Le Départ de la 2ème étape Ambérieu-en-Bugey-Saint-Vulbas du Tour de l’Ain 2017 (10 août 2017). 52 minutes.
- Le Départ de la 3ème étape Lagnieu-Oyonnax du Tour de l’Ain 2017 (11 août 2017). 32 minutes.
- Leurs Yeux Ont Noirci (17 août 2017). 1 heure 33 minutes.
- Pacôme Thiellement rencontre le public de la librairie Floury frères de Toulouse autour de son livre La Victoire des sans Roi (22 septembre 2017). 1 heure 9 minutes.
- La Parade du Président Emmanuel Micron en marche vers les Abattoirs de Toulouse (23 septembre 2017). 1 heure 45 minutes.
- Daniel Prévost à la cérémonie de clôture de remise des prix du FIFIGROT 2017 (24 septembre 2017). 35 minutes.
- Daniel Prévost au FIFIGROT 2017 (22 septembre 2017 - 24 septembre 2017). 2 heures 17 minutes.
- Le Cyclo-cross international de Dijon (1er novembre 2017). 1 heure 5 minutes.
- Une cinémathèque et une exposition en Bourgogne (2 novembre 2017 - 4 novembre 2017). 54 minutes.
- Semur-en-Auxois par Gérard Courant II (21 juin 2013 - 4 novembre 2017). 1 heure 21 minutes.
- En ce temps-là (2 mars 2017 – 4 décembre 2017). 47 minutes.

2018
- Saint et pur miracle (30 mars 2018) 1 heure 36 minutes.
- La Croix-Rousse en Technicolor (10 août 2018). 2 heures 14 minutes.
- Les Couleurs de Lyon (14 août 2018). 2 heures 9 minutes.
- La Ballade de Lyon (15 août 2018). 1  heure 4 minutes.
- La Nuit sans visage (4 janvier 2018 – 3 septembre 2018). 1 heure 17 minutes.
- Le Concert de Houba Rock’n’Drums au port Viguerie de Toulouse (22 septembre 2018). 1 heure 2 minutes.
- La Mauvaise Foix de Luc Moullet (21 septembre 2018). 1 heure.
- Crois-tu au coup de foudre ou bien faut-il que je repasse ? (Journal du FIFIGROT 2018) (21 septembre 2018 – 23 septembre 2018). 1 heure 39 minutes.
- La Cérémonie de remise des prix du FIFIGROT 2018 (23 septembre 2018). 32 minutes.
- Les Funérailles de Maud Sinet aux cimetières du Père-Lachaise et de Montmartre à Paris (26 novembre 2018). 1 H 24’.
- Des Châteaux de sable en Olonne (28 et 29 novembre 2019). 33 minutes.
- Violaine Le Fur et Éric Caravaca aux Sables d’Olonne (28 novembre 2018). 48 minutes.
- Agnès Varda aux Sables d’Olonne (29 novembre 2018). 56 minutes.
- Arnaud, Alice et Rodolphe (30 novembre 2018). 57 minutes.
- Le Lieu du mélodrame de Joseph Morder à Olonne-sur-Mer (2 décembre 2018). 43 minutes.
- Dijon la preuve par cinq (25 décembre 2018). 1 heure 2 minutes.
- Voyage en Rebsaménie (26 décembre 2018). 1 heure 6 minutes.

2019
- Les Trois cités (1er janvier 2019). 1 heure 4 minutes.
- Les Quatre cités (3 janvier 2019). 1 heure 16 minutes.
- Tu me reconnais donc ! (19 avril 2019) 1 heure 15 minutes.
- Decollatio (19 avril 2019). 1 heure 5 minutes.
- Maintenant (20 décembre 2018 – 20 avril 2019) 1 heure.
- Priay à Pâques (21 avril 2019). 42 minutes.
- En dessous des nuages (23 avril 2019). 42 minutes.
- François Truffaut et les films de sa vie (27 mai 2019). 1 heure 12 minutes.
- « Lac Noir » au château de Maulnes (1er juin 2019). 1 heure 27 minutes.
- Tempête sur Vézelay (7 juin 2019). 33 minutes.
- C’est Lyon (14 août 2019). 1 heure 4 minutes
- Le Rendez-vous de Lyon (14 août 2019). 1 heure 9 minutes.
- Le Théâtre antique de Lyon (21 août 2019). 23 minutes.
- Une heure à Lyon (21 août 2019). 1 heure 8 minutes.
- L’Hôtel-Dieu de Lyon (21 août 2019). 21 minutes.
- Ici Lyon (23 août 2019). 1 heure 15 minutes.
- La Traversée de Lyon (23 août 2019). 1 heure 13 minutes.
- Jean Dujardin au FIFIGROT 2019 (19 septembre 2019). 47 minutes.
- Welcome to the Magical Mystery Tour (21 septembre 2019). 1 heure 21 minutes.
- Peut-on bourrer les urnes comme on bourre le mou ? par Alain Guyard (21 septembre 2019). 50 minutes.
- La Lumière du fou (Journal du FIFIGROT 2019) (18 septembre 2019 – 22 septembre 2019). 2 heures 12 minutes.
- L’Inauguration du rond-point Christophe Salengro à Fenouillet (22 septembre 2019). 50 minutes.
- La Cérémonie de clôture du FIFIGROT 2019 (22 septembre 2019). 40 minutes.
- Sur la route d’Alexandrie (7 octobre 2019). 22 minutes.
- La Soirée d’ouverture du 35ème Festival du d’Alexandrie (8 octobre 2019). 27 minutes.
- La Traversée d’Alexandrie (8 octobre 2019). 1 heure 13 minutes.
- Salah Sermini à Alexandrie (9 octobre 2019). 1 heure 1 minute.
- Alexándreia (10 octobre 2019). 19 minutes.
- « La Voie du ciel » de Joud Said à Alexandrie (11 octobre 2019). 58 minutes.
- Alexandrie, Alexandrie (12 octobre 2019). 27 minutes.
- Un workshop avec Salah Sermini à Alexandrie (13 octobre 2019). 1 heure 28 minutes.
- La Cérémonie de remise des prix du 35ème Festival d’Alexandrie (13 octobre 2019). 1 heure 50 minutes.
- Sur la route du Caire (14 octobre 2019). 1 heure 13 minutes.
- Le Cyclo-cross international de Dijon 2019 (1er novembre 2019). 1 heure 11 minutes.

2020
- Boris Lehman à Toulouse (29 janvier 2020). 14 minutes.
- La Vengeance du Temps (10 avril 2020). 1 heure 15 minutes.
- Priay en juin (24 juin 2020). 1 heure 14 minutes.
- Ici, Paris (11 juillet 2020). 31 minutes.
- Paris-sous-Bois (12 juillet 2020). 36 minutes.
- C’est Paris (13 juillet 2020). 39 minutes.
- Les Cinématons et autres portraits filmés chez Anne Teyssèdre (14 juillet 2020). 31 minutes.
- Le Soleil de Paris (18 juillet 2020). 31 minutes.
- Priay du bas en haut (15 août 2020). 33 minutes.
- La Marche de Lyon (17 août 2020). 1 heure 29 minutes.
- Priay en août (18 août 2020). 30 minutes.
- L’Esclave du Temps (2 janvier 2020 - 20 octobre 2020). 1 heure 14 minutes.
- Vacances dijonnaises (29 décembre 2020). 51 minutes.
- La Valse de Dijon (30 décembre 2020). 1 heure 21 minutes.

2021
- À cheval sur le 21 (22 décembre 2020 - 17 janvier 2021). 1 heure 13 minutes.
- Du côté de la Côte d'Or (6 février 2021 - 11 février 2021). 1 heure 35 minutes.
- Nuit sans réveil (2 avril 2021). 1 heure 23 minutes.
- Jusqu'au bout de Dijon (7 mai 2021). 37 minutes.
- La dolce città (8 mai 2021). 39 minutes.
- Je suis essentiel (9 mai 2021). 45 minutes.
- Le Château des Allymes (6 août 2021). 39 minutes.
- À la lyonnaise (8 août 2021). 1 heure 28 minutes.
- Le Tourbillon de Lyon (8 août 2021). 1 heure 28 minutes.
- Marcignacum (3 novembre 2021). 31 minutes.
- Solitudes en ruine (7 novembre 2021). 32 minutes.
- Complot de complaisance (31 octobre 2021 - 7 novembre 2021). 1 heure 18 minutes.
- In Memoriam Jean-Claude Romer (17 novembre 2021). 1 heure 8 minutes.
- Soleil mouillé (26 décembre 2021). 28 minutes.
- La Marche de Dijon (30 décembre 2021). 1 heure 24 minutes.
- Unique (21 octobre 2021 - 31 décembre 2021). 1 heure 43 minutes.

2022
- Faites-moi plutôt ici mourir (15 avril 2022). 1 heure 8 inutes.
- Garance fait son show (23 mai 2022). 50 minutes.
- Soirée estivale en Bugey (5 août 2022). 12 minutes.
- Lyon 2022 (7 août 2022). 1 heure 18 minutes.
- Le Départ de la 2ème étape Saint-Vulbas - Lagnieu du Tour de l'Ain 2022 (10 août 2022). 59 minutes.
- À dire vrai (13 août 2022). 27 minutes.
- De Philippe Dumas à Boris Moissard (22 août 2022). 28 minutes.
- Le Paradis normand de Philippe Dumas (23 août 2022). 1 heure 5 minues.
- Les Choses vues de Philippe Dumas (24 août 2022). 57 minutes.
- Le Repaire normand de Boris Moissard (25 août 2022). 31 minutes.
- Philippe Dumas persiste et signe (26 août 2022). 22 minutes.
- Boris Moissard se met à table (25 août 2022). 1 heure 13 minutes.
- FIFIGROT et pataphysique (21 et 22 septembre 2022). 1 heure 17 minutes.
- De Groland au FIFIGROT (23 au 25 septembre 2022). 1 heure 26 minutes.
- Entr'acte, le retour... 100 ans après (24 septembre 2022). 1 heure 10 minutes.
- Entr'acte, le retour... 100 ans après (version phanérothyme) (24 septembre 2022). 1 heure 10 minutes.
- La Cérémonie de remise des prix du FIFIGROT 2022 (25 septembre 2022). 47 minutes.
- Les Funérailles d'Yvette Courant (25 octobre 2022). 36 minutes.
- Le Cyclo-cross international de Dijon 2022 (1er novembre 2022). 56 minutes.
- Collégiales bourguignonnes (29 octobre 2022 - 2 novembre 2022). 55 minutes.
- Dijon, toujours (28 décembre 2022). 1 heure 22 minutes.

2023
- Dis-nous ce que tu sais (7 avril 2023). 58 minutes.
- Lyon en 96 minutes (5 août 2023). 1 heure 36 minutes.
- Idanus (7 août 2023). 1 heure 17 minutes.
- Des eaux petites et grandes (19 décembre 2022 - 8 août 2023). 1 heure 37 minutes.

2024
- Etoso (4 mai 2024). 1 heure 1 minute.
- Herocicis (5 mai 2024). 31 minutes.
- Villa Vicum (5 mai 2024). 50 minutes.
- Pourquoi les écologistes sont-ils si tristes ? (7 mai 2024). 50 minutes.
- Hinnis (3 mai 2024 - 7 mai 2024). 1 heure 27 minutes.
- Parva Tributaria (7 mai 2024). 25 minutes.
- Elipsea (7 mai 2024). 51 minutes.
- Stagnum (8 mai 2024). 26 minutes.
- Dans les pas de Casque d'or à Belleville (13 mai 2024). 51 minutes.
- Du cimetière de Belleville à la Campagne à Paris (4 juin 2024). 52 minutes.
- De la Mouzaïa à Charles Trénet (1er juillet 2024). 1 heure 5 minutes.
- Brotteaux (6 août 2024). 1 heure 11 minutes.
- D'une colline l'autre (7 août 2024). 1 heure 45 minutes.
- Le Village du Petit Prince (8 août 2024). 22 minutes.
- Fontaine d'Or (9 août 2024). 26 minutes.
- Le Jardin ordinaire (10 août 2024 - 11 août 2024). 26 minutes.
- Voyage en Haute Morlockie (9 septembre 2024). 25 minutes.
- De la rue Poliveau à la Montagne Sainte-Geneviève (11 septembre 2024). 58 minutes.
- Été montreuillois (25 juillet 2024 - 13 septembre 2024). 1 heure 27 minutes.
- Les Troubadours, Alfred Jarry et le FIFIGROT (19 septembre 2024). 1 heure 11 minutes.
- Lagerstroemia Indica (20 septembre 2024). 1 heure 26 minutes.
- Comolli rit par Laurent Roth (21 septembre 2024) 43 minutes.
- Les 400 Strings, Guyard, Marx, Micron et le FIFIGROT (21 septembre 2024). 56 minutes.
- La Parade Crad'Narvalesque avec Houba au FIFIGROT 2024 (21 septembre 2024). 1 heure 11 minutes.
- Vertiges de Toulouse (22 septembre 2024). 32 minutes.
- La Remise des prix du FIFIGROT 2024 (22 septembre 2024). 56 minutes.
- Connerie naturelle et intelligence artificielle par Alain Guyard (22 septembre 2024). 1 heure 28 minutes.
- Notes toulousaines (23 septembre 2024). 38 minutes.
- Les 15 ans des éditions Héliopoles (1er octobre 2024). 37 minutes.
- Igneus (14 octobre 2024). 1 heure 21 minutes.
- Ambayreu (15 octobre 2024). 31 minutes.
- Ambroniacus (18 octobre 2024). 1 heure 03 minutes.
- Vieux Parigots et Nouvelle Athènes (6 novembre 2024). 1 heure 14 minutes.
- L'Hiver en automne (21 novembre 2024). 41 minutes.

2025
- Voyez donc ! Là ! (18 avril 2025). 1 heure 02 minutes.
- Vite ! À l'œuvre ! (22 avril 2025). 1 heure 11 minutes.
- À coup sûr (7 avril 2025 - 24 avril 2025). 1 heure 21 minutes.
- Des Invalides aux Guitry (8 mai 2025). 1 heure.

## Carnets filmés édités enDVD
- 1975 : Philippe Garrel à Digne (Premier voyage) (2 mai 1975). Éditions L’Harmattan.
- 1978 : Vivre à Naples et mourir (entretien avec Werner Schroeter) (20 mai 1978). Édition en France : Éditions L’Harmattan. Édition en Allemagne : Edition Filmmuseum.
- 1979 : Philippe Garrel à Digne (Second voyage) (28 avril 1979). Éditions L’Harmattan.
- 1980 : Il faut le sauver ! (Entretien avec Werner Schroeter) (Carnet filmé : 8 mars 1980). Éditions L’Harmattan.
- 1982 : Passions (entretien avec Philippe Garrel I) (6 juin 1982). Éditions L’Harmattan.
- 1982 : Attention poésie (entretien avec Philippe Garrel II) (8 juin 1982). Éditions L’Harmattan.
- 1982 : L'Art, c'est se perdre dans les châteaux du rêve (entretien avec Philippe Garrel III) (13 juin 1982). Éditions L’Harmattan.
- 1982 : L'œuvre d'art est utile car elle consolide notre liberté (entretien avec Philippe Garrel IV) (19 juin 1982). Éditions L’Harmattan.
- 1996 : Une cérémonie secrète (22 septembre 1996). Éditions L’Harmattan.
- 1997 : Joseph Morder filme le défilé du Premier Mai (1er mai 1997). Éditions L’Harmattan.
- 1999 : Le Chemin de Resson : Joseph Morder rend visite à Marcel Hanoun (7 mai 1999). Éditions L’Harmattan.
- 2000 : Antonietta Pizzorno chante Luc Moullet (19 août 2000). Éditions L’Harmattan.
- 2001 : Vincent Nordon raconte Straub, Huillet, Pialat et Cinématon (18 janvier 2001). Éditions L’Harmattan.
- 2009 : Werner et Nenad (6 et 7 décembre 2009). Éditions L’Harmattan.
- 2010 : In Memoriam Daniel Schmid Werner Schroeter (6 juin 2010 - 10 juin 2010). Éditions L’Harmattan.
- 2010 : Vincent Nordon vous salue bien (29 octobre 2010 - 2 novembre 2010). Éditions L’Harmattan.
- 2010 : Joseph Morder à Madrid, la neige à Montreuil (30 novembre 2010 - 8 décembre 2010). Éditions L’Harmattan.
- 2010 : Petite intrusion dans l'univers incandescent de Werner Schroeter (Carnet filmé : 15 décembre 2010 - 18 décembre 2010). Éditions L’Harmattan.
- 2010 : Vincent Nordon, Roland Barthes et Ça/Cinéma (23 décembre 2010). Éditions L’Harmattan.
- 2011 : Luc Moullet (Éric Pauwels et Jeon Soo-Il) à Manosque I (1er février 2011 - 2 février 2011). Éditions L’Harmattan.
- 2011 : Luc Moullet à Manosque II (3 février 2011). Éditions L’Harmattan.
- 2011 : Luc Moullet (et Patricio Guzmán) à Manosque III (4 février 2011). Éditions L’Harmattan.
- 2011 : Jean Douchet analyse Deux de Werner Schroeter à la Cinémathèque française (10 février 2011). Éditions L’Harmattan.
- 2011 : Vincent Nordon, Marguerite Duras, Kenji Mizoguchi et le Japon (27 février 2011 - 28 février 2011). Éditions L’Harmattan.
- 2012 : Les Funérailles de Marcel Hanoun au Père-Lachaise à Paris (3 octobre 2012). Éditions L’Harmattan.
- 2013 : Joseph Morder tourne La Duchesse de Varsovie (10 juin 2013). Éditions L'Harmattan.
- 2013 : In Memoriam Bernadette Lafont (6 décembre 2013). Éditions L'Harmattan.
- 2014 : Octobre 2014 à Paris (5 octobre 2014 - 26 octobre 2014). Éditions L'Harmattan.
- 2014 : Au service de Jean-Christophe Averty mode Jarry (22 novembre 2014). Éditions L'Harmattan.
- 2014 : Au service de Jean-Christophe Averty mode Shakespeare (22 novembre 2014). Éditions L'Harmattan.
- 2015 : Le Cinéma Le Trianon de Verneuil-sur-Avre célèbre Juliet Berto (8 mars 2015). Éditions L'Harmattan.

## Distinctions
- 2011 : Abel Ferrara à Lucca : classé par l'historienne du cinéma Nicole Brenez parmi les 4 meilleurs films de l'année 2011 pour le référendum organisé par la revue Sight & Sound, éditée par le British Film Institute (Royaume-Uni) (numéro de janvier 2012).
- 2016 : Nuits transparentes : Classé dans la catégorie meilleurs films inédits de l'année 1985 (classé 6e) par Pierre Audebert, site Zoom arrière (France).
- 2016 : Vivre à Naples et mourir : fait partie de la liste de 17 films, My Additions, établie par Kenny, site Letterboxd (Nouvelle-Zélande).
- 2019 : Vivre à Naples et mourir : classé 88ème par Edmund Von Danilovich, dans sa liste de 140 films, The Greatest Films I Have Seen, site Letterboxd (Nouvelle-Zélande).
- 2019 : Travelling : fait partie de la liste des 193 meilleurs films autobiographiques et journaux filmés, Le je filmé, établie par Gump, site Letterboxd (Nouvelle-Zélande).
- 2019 : Les Funérailles de Marcel Hanoun au Père Lachaise à Paris : fait partie de la liste de 33 films, taphophilia, établie par lin, site Letterboxd (Nouvelle-Zélande).
- 2019 : Les Funérailles de Marcel Hanoun au Père Lachaise à Paris : fait partie de la liste de 77 films, Grave Digress, a Funereal Funferall of Robbers, Diggers, Crosses, Caskets, Coffins, Morticians, Coroners, Morgues, Corpses, Embalmers, Undertakers and Pet Cemeteries, établie par 0, site Letterboxd (Nouvelle-Zélande).
- 2019 : Abel Ferrara à Lucca : fait partie de la liste, Sight & Sound : Films of the Century, établie par Bill Thompson, site Letterboxd (Nouvelle-Zélande).
- 2020 : Les Funérailles de Marcel Hanoun au Père Lachaise à Paris : fait partie de la liste de 77 films, Grave Digress, établie par 0, site Letterboxd (Nouvelle-Zélande).
- 2020 : Vivre à Naples et mourir : fait partie de la liste de 93 films, Windows 7, établie par M. Kitchell", site Letterboxd (Nouvelle-Zélande).
- 2020 : Philippe Garrel à Digne (Premier voyage), fait partie de la liste de 50 films, LISTA(S): Nicole Brenez top 50 avant-garde films of the century (2000-2009), site Letterboxd (Nouvelle-Zélande).
- 2020 : Philippe Garrel à Digne (Second voyage), fait partie de la liste de 50 films, LISTA(S): Nicole Brenez top 50 avant-garde films of the century (2000-2009), site Letterboxd (Nouvelle-Zélande).
- 2020 : Vivre à Naples et mourir : fait partie de la liste de 93 films, Windows 7, établie par M. Kitchell, site Letterboxd (Nouvelle-Zélande).
- 2021 : Les Funérailles de Maud Sinet aux cimetières du Père-Lachaise et de Montmartre à Paris : classé dans les 52 meilleurs films de l'année 2020 par Jean-Pierre Bouyxou, blog Le Vieux monde qui n'en finit pas (France).
- 2021 : In Memoriam Bernadette Lafont : fait partie de la liste de 621 films, Documentários Sobre Cinema, Cineastes, et Cetera, établie par Matheus Massias, site Letterboxd (Nouvelle-Zélande).
- 2021 : Il faut le sauver ! : fait partie de la liste de 1518 films, Exciting movies, établie par Nathan, site Letterboxd (Nouvelle-Zélande).
- 2021 : Philippe Garrel à Digne (Premier voyage) : fait partie de la liste de 50 films, Would Like to See on Mubi, établie par Mapi, site Mubi (Royaume-Uni).
- 2021 : Philippe Garrel à Digne (Second voyage) : Fait partie de la liste de 50 films, Would Like to See on Mubi, établie par Mapi, site Mubi (Royaume-Uni).

## Autour du film
En 2012, les Éditions L'Harmattan vidéo ont édité, en cinq doubles DVD, tous les Carnets filmés de Gérard Courant consacrés aux cinéastes Philippe Garrel et Werner Schroeter dans la collection D'un cinéma l'autre. Il faut rappeler que Gérard Courant avait écrit en 1982 un livre sur Werner Schroeter] (édité par la Cinémathèque française et l'Institut Goethe) et en 1983 sur Philippe Garrel (édité par le Studio 43).
En octobre 2012, dans la même collection, L'Harmattan a édité, en trois coffrets DVD (trois triples DVD), tous les Carnets filmés que Gérard Courant a réalisé sur les cinéastes Luc Moullet, Joseph Morder et Vincent Nordon.